# Indie rock da Bélgica

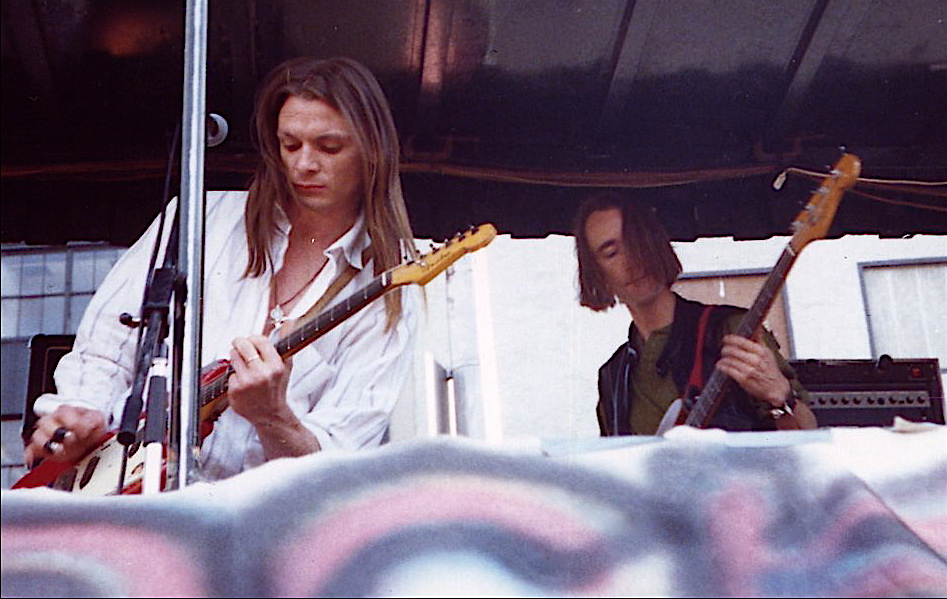
Chris Whitley e Alan Gevaert da banda de rock belga, dEUS.

O Rock and roll teve início na Bélgica somente no final dos anos 1970, bem depois do estilo ser difundido no resto do mundo. Antes dos 1980 começarem, muitas bandas belgas ganharam público, especialmente a TC Matic. Apesar da Bélgica ser um país pequeno, possui um grande número de bandas de rock.
Bandas modernas incluem Antwerp's, dEUS e outras como Dead Man Ray e Zita Swoon.
A cena rock e indie na Bélgica é ativa principalmente nas três maiores cidades: Antuérpia, Gante e Bruxelas.